# Land of the Free (canción)
«Land of the Free» es una canción del rapero americano Joey Bada$. Fue lanzado el 20 de enero de 2017 de la mano de Pro Era y cinematic music group, se trata del segundo álbum de este artista, All-Amerikkkan Bada$. La canción fue producida por Kirk Caballero y Adam Pallin.

## Lanzamiento
En una entrevista con Genius, Joey Bada$ habló sobre el lanzamiento de la canción, recalcando que era de gran importancia. Habló de la constancia que tiene del interés de sus seguidores en sus juegos con las fechas del calendario y pensó que era el momento perfecto para lanzarlo, pues era el mismo día que se celebraba el segundo aniversario del lanzamiento de su primer álbum y el inicio del mandato de donald trump.
Joey cantó la canción en the late show with stephen colbert. La canción supone una queja política hacia el presidente Donald Trump, como se puede ver en parte de la letra "Sorry America, but I will not be your soldier. Obama wasn´t enought - I need some more clousure" ("Perdón América, pero no voy a ser tu soldado. Obama no fue suficiente - necesito mas finales.")

## Videoclip
La canción está acompañada de un videoclip, codirigido por el mismo Joey Bada$ y Nathan Smith. El videoclip fue subido el 6 de marzo de 2017 en el canal de Youtube de Pro Era
En el videoclip, Joey Bada$, en medio de un desierto, alterna entre una charla a unos niños pequeños y un acto de solidaridad con un grupo de adultos que tienen las manos encadenadas, seguido de un tiroteo en el que unos policías y empresarios fusilan a algunos de los prisioneros. El video concluye con miembros del Ku Klux Klan ahorcando a Joey Bada$ al lado de una cruz cristiana en llamas."